# Segunda División de España 1955-56
La temporada 1955–56 de la Segunda División de España de fútbol corresponde a la 25ª edición del campeonato y se disputó entre el 11 de septiembre de 1955 y el 22 de abril de 1956 en su fase regular. Posteriormente se disputaron las fases de ascenso y permanencia entre el 6 de mayo y el 27 de junio.
Los campeones de Segunda División fueron el Atlético Osasuna y el Real Jaén CF.

## Sistema de competición
La Segunda División de España 1955/56 fue organizada por la Federación Española de Fútbol (RFEF).
El campeonato contó con la participación de 32 clubes divididos en dos grupos de 16 equipos cada uno, agrupándose por criterios de proximidad geográfica, y se disputó siguiendo un sistema de liga, de modo que los 16 equipos de cada grupo se enfrentaron entre sí, todos contra todos en dos ocasiones -una en campo propio y otra en campo contrario- sumando un total de 30 jornadas. El orden de los encuentros se decidió por sorteo antes de empezar la competición.
Se estableció una clasificación con arreglo a los puntos obtenidos en cada enfrentamiento, a razón de dos por partido ganado, uno por empatado y ninguno en caso de derrota. En caso de empate a puntos entre dos o más clubes en la clasificación, se tuvo en cuenta el mayor cociente de goles. 
Los primeros clasificados de cada grupo ascendieron directamente a Primera División, mientras que los segundos y terceros clasificados pasaron a la Fase de Ascenso, consistente en una liguilla, disputada también a doble partido a la que se unieron el tercer y cuarto peor equipos clasificados de Primera División. Se aplicaron los mismos criterios de puntuación que en la liga regular. Los dos primeros clasificados al término de las diez jornadas lograban la permanencia o el ascenso a Primera División según el caso, mientras que el resto descendía a Segunda División o no lograba el ascenso.
La Federación Española de Fútbol decidió ampliar la categoría a cuarenta clubes para la temporada siguiente, así que no hubo descensos directos. Los dos últimos clasificados de cada grupo jugaron la promoción de permanencia ante los terceros clasificados de los grupos de ascenso de Tercera División en eliminatorias directas a doble partido.
Una vez finalizada la temporada se dio la circunstancia del final del Protectorado español sobre Marruecos, y los equipos pertenecientes a dicha área geográfica marroquí, o bien se fusionaron con equipos lindantes españoles, o bien pasaron a disputar sus encuentros en la liga de fútbol de Marruecos.

## Clubes participantes
| Datos de ascensos y descensos con respecto a la temporada anterior |
| --- |
| Real Santander SD y CD Málaga descienden de Primera División. Cultural Leonesa y Real Murcia ascienden a Primera División. Real Avilés CF, CD Juvenil, Levante UD y RB Linense descienden a Tercera División. Cádiz CF, SD Indauchu, CD Mestalla y AD Plus Ultra ascienden a Segunda División. |

### Grupo I
| Equipo                                     | Ciudad      | Estadio           |
| ------------------------------------------ | ----------- | ----------------- |
| Club Deportivo Baracaldo Altos Hornos      | Baracaldo   | Lasesarre         |
| Caudal Deportivo                           | Mieres      | El Batán          |
| Sociedad Deportiva Eibar                   | Éibar       | Ipurúa            |
| Club Ferrol                                | Ferrol      | Manuel Rivera     |
| Real Gijón                                 | Gijón       | El Molinón        |
| Sociedad Deportiva Indauchu                | Bilbao      | Garellano         |
| Círculo Popular de La Felguera             | La Felguera | La Barraca        |
| Unión Deportiva Lérida                     | Lérida      | Campo de Deportes |
| Club Deportivo Logroñés                    | Logroño     | Las Gaunas        |
| Club Atlético Osasuna                      | Pamplona    | San Juan          |
| Real Oviedo Club de Fútbol                 | Oviedo      | Buenavista        |
| Centro de Deportes Sabadell Club de Fútbol | Sabadell    | Cruz Alta         |
| Real Santander Sociedad Deportiva          | Santander   | El Sardinero      |
| Club Sestao                                | Sestao      | Las Llanas        |
| Club Deportivo Tarrasa                     | Tarrasa     | Obispo Irurita    |
| Real Zaragoza Club Deportivo               | Zaragoza    | Torrero           |

### Grupo II
| Equipo                              | Ciudad                 | Estadio                    |
| ----------------------------------- | ---------------------- | -------------------------- |
| Club Atlético Tetuán                | Tetuán                 | Sania Ramel                |
| Club Deportivo Badajoz              | Badajoz                | El Vivero                  |
| Real Betis Balompié                 | Sevilla                | Heliópolis                 |
| Cádiz Club de Fútbol                | Cádiz                  | Ramón de Carranza          |
| Club Deportivo Castellón            | Castellón de la Plana  | Castalia                   |
| Unión Deportiva España              | Tánger                 | Stadium Municipal          |
| Sección Deportiva España Industrial | Barcelona              | Les Corts                  |
| Club de Fútbol Extremadura          | Almendralejo           | Francisco de la Hera       |
| Granada Club de Fútbol              | Granada                | Los Cármenes               |
| Real Jaén Club de Fútbol            | Jaén                   | La Victoria                |
| Jerez Club Deportivo                | Jerez de la Frontera   | Domecq                     |
| Club Deportivo Málaga               | Málaga                 | La Rosaleda                |
| Club Deportivo Mestalla             | Valencia               | Mestalla                   |
| Agrupación Deportiva Plus Ultra     | Madrid                 | Velódromo de Ciudad Lineal |
| Club Deportivo San Fernando         | San Fernando           | Marqués de Varela          |
| Club Deportivo Tenerife             | Santa Cruz de Tenerife | Heliodoro Rodríguez López  |

## Primera fase

### Grupo I

#### Clasificación
| Pos. | Equipo                       | Pts. | PJ | G  | E  | P  | GF | GC | Dif. | Clasificación                     |
| ---- | ---------------------------- | ---- | -- | -- | -- | -- | -- | -- | ---- | --------------------------------- |
| 1    | C. A. Osasuna (C, A)         | 42   | 30 | 17 | 8  | 5  | 76 | 33 | +43  | Ascenso a Primera División        |
| 2    | Real Oviedo C. F.            | 41   | 30 | 18 | 5  | 7  | 78 | 33 | +45  | Acceso a Fase de ascenso          |
| 3    | Real Zaragoza C. D. (A)      | 40   | 30 | 18 | 4  | 8  | 57 | 27 | +30  | Acceso a Fase de ascenso          |
| 4    | Caudal Deportivo             | 34   | 30 | 13 | 8  | 9  | 49 | 37 | +12  |                                   |
| 5    | C. D. Sabadell C. F.         | 33   | 30 | 13 | 7  | 10 | 50 | 44 | +6   |                                   |
| 6    | Club Ferrol                  | 32   | 30 | 11 | 10 | 9  | 44 | 47 | −3   |                                   |
| 7    | Real Gijón                   | 32   | 30 | 14 | 4  | 12 | 51 | 46 | +5   |                                   |
| 8    | S. D. Indauchu               | 30   | 30 | 12 | 6  | 12 | 53 | 50 | +3   |                                   |
| 9    | C. D. Tarrasa                | 28   | 30 | 10 | 8  | 12 | 46 | 59 | −13  |                                   |
| 10   | C. D. Baracaldo Altos Hornos | 28   | 30 | 10 | 8  | 12 | 45 | 54 | −9   |                                   |
| 11   | Real Santander S. D.         | 28   | 30 | 12 | 4  | 14 | 47 | 47 | 0    |                                   |
| 12   | U. D. Lérida                 | 26   | 30 | 11 | 4  | 15 | 53 | 63 | −10  |                                   |
| 13   | C. P. La Felguera            | 26   | 30 | 10 | 6  | 14 | 35 | 57 | −22  |                                   |
| 14   | S. D. Eibar                  | 25   | 30 | 9  | 7  | 14 | 40 | 56 | −16  |                                   |
| 15   | Club Sestao                  | 19   | 30 | 6  | 7  | 17 | 25 | 57 | −32  | Acceso a Promoción de permanencia |
| 16   | C. D. Logroñés               | 16   | 30 | 4  | 8  | 18 | 37 | 76 | −39  | Acceso a Promoción de permanencia |

 Fuente: BDFutbol
Criterios de clasificación: Puntos · Diferencia de goles · Goles a favor · Play-off

#### Resultados
| Local \ Visitante            | BAR | CAU | EIB | FER | GIJ | IND | FEL | LER | LOG | OSA | OVI | RSA | SAB | SES | TAR | ZAR |
| ---------------------------- | --- | --- | --- | --- | --- | --- | --- | --- | --- | --- | --- | --- | --- | --- | --- | --- |
| C. D. Baracaldo Altos Hornos | —   | 3–1 | 2–1 | 0–2 | 2–6 | 3–2 | 1–0 | 3–0 | 4–1 | 3–2 | 0–3 | 1–0 | 5–0 | 0–0 | 1–1 | 2–2 |
| Caudal Deportivo             | 3–1 | —   | 4–0 | 2–0 | 1–2 | 2–1 | 3–1 | 1–0 | 2–0 | 1–2 | 3–2 | 4–1 | 2–1 | 4–0 | 4–1 | 3–0 |
| S. D. Eibar                  | 3–2 | 1–1 | —   | 4–1 | 1–1 | 0–2 | 0–0 | 2–0 | 5–2 | 2–2 | 3–2 | 1–2 | 2–0 | 4–1 | 3–0 | 0–1 |
| Club Ferrol                  | 1–1 | 0–0 | 1–1 | —   | 2–0 | 4–2 | 3–1 | 6–0 | 0–0 | 2–2 | 1–1 | 5–3 | 1–1 | 0–0 | 2–1 | 0–0 |
| Real Gijón                   | 1–1 | 4–0 | 3–0 | 1–2 | —   | 1–0 | 2–0 | 4–3 | 6–0 | 0–1 | 0–6 | 2–1 | 3–1 | 1–0 | 6–0 | 1–0 |
| S. D. Indauchu               | 1–0 | 1–1 | 1–0 | 5–1 | 0–0 | —   | 2–1 | 4–2 | 3–2 | 2–2 | 0–2 | 5–1 | 0–3 | 3–2 | 4–2 | 1–0 |
| C. P. La Felguera            | 1–1 | 2–1 | 3–1 | 3–0 | 2–0 | 1–5 | —   | 1–3 | 2–1 | 1–1 | 0–6 | 2–1 | 1–1 | 1–0 | 1–0 | 0–2 |
| U. D. Lérida                 | 3–1 | 1–1 | 3–1 | 0–1 | 3–0 | 6–2 | 2–1 | —   | 3–3 | 2–2 | 2–1 | 4–3 | 1–0 | 1–2 | 6–2 | 1–3 |
| C. D. Logroñés               | 1–2 | 2–0 | 1–2 | 2–1 | 1–1 | 1–1 | 2–2 | 1–3 | —   | 3–3 | 1–1 | 2–0 | 2–4 | 0–0 | 1–2 | 2–1 |
| C. A. Osasuna                | 7–1 | 2–2 | 7–0 | 0–1 | 6–1 | 3–0 | 3–1 | 4–0 | 4–0 | —   | 2–0 | 1–0 | 5–0 | 4–0 | 3–2 | 2–0 |
| Real Oviedo C. F.            | 3–1 | 1–1 | 3–1 | 4–0 | 2–4 | 2–1 | 4–1 | 4–1 | 3–1 | 3–0 | —   | 3–0 | 1–0 | 2–0 | 4–0 | 2–0 |
| Real Santander S. D.         | 0–0 | 2–1 | 4–0 | 4–1 | 2–0 | 3–2 | 0–1 | 3–0 | 2–0 | 1–2 | 4–2 | —   | 0–0 | 2–0 | 2–0 | 0–0 |
| C. D. Sabadell C. F.         | 2–1 | 1–1 | 3–1 | 4–1 | 1–0 | 1–1 | 3–0 | 3–2 | 7–1 | 0–1 | 1–1 | 3–1 | —   | 1–1 | 1–3 | 3–1 |
| Club Sestao                  | 0–0 | 0–0 | 0–0 | 1–2 | 2–0 | 2–1 | 1–3 | 2–0 | 5–1 | 2–1 | 2–8 | 0–3 | 1–3 | —   | 0–3 | 0–2 |
| C. D. Tarrasa                | 3–2 | 2–0 | 1–1 | 2–2 | 2–0 | 1–1 | 1–1 | 1–1 | 2–1 | 2–2 | 2–2 | 5–2 | 0–1 | 3–0 | —   | 2–1 |
| Real Zaragoza C. D.          | 4–1 | 3–0 | 3–0 | 2–1 | 4–1 | 1–0 | 7–1 | 1–0 | 5–2 | 1–0 | 1–0 | 0–0 | 4–1 | 4–1 | 4–0 | —   |

### Grupo II

#### Clasificación
| Pos. | Equipo                      | Pts. | PJ | G  | E | P  | GF | GC | Dif. | Clasificación                     |
| ---- | --------------------------- | ---- | -- | -- | - | -- | -- | -- | ---- | --------------------------------- |
| 1    | Real Jaén C. F. (C, A)      | 42   | 30 | 18 | 6 | 6  | 64 | 34 | +30  | Ascenso a Primera División        |
| 2    | Real Betis                  | 36   | 30 | 16 | 4 | 10 | 60 | 36 | +24  | Acceso a Fase de ascenso          |
| 3    | S. D. España Industrial (A) | 36   | 30 | 14 | 8 | 8  | 54 | 39 | +15  | Acceso a Fase de ascenso          |
| 4    | Atlético de Tetuán          | 35   | 30 | 15 | 5 | 10 | 60 | 52 | +8   |                                   |
| 5    | U. D. España                | 35   | 30 | 15 | 5 | 10 | 55 | 44 | +11  |                                   |
| 6    | C. D. Mestalla              | 33   | 30 | 13 | 7 | 10 | 47 | 45 | +2   |                                   |
| 7    | C. F. Extremadura           | 32   | 30 | 14 | 4 | 12 | 49 | 44 | +5   |                                   |
| 8    | Granada C. F.               | 29   | 30 | 12 | 5 | 13 | 64 | 57 | +7   |                                   |
| 9    | C. D. Tenerife              | 29   | 30 | 11 | 7 | 12 | 48 | 49 | −1   |                                   |
| 10   | C. D. Badajoz               | 27   | 30 | 11 | 5 | 14 | 38 | 49 | −11  |                                   |
| 11   | C. D. Málaga                | 27   | 30 | 10 | 7 | 13 | 50 | 44 | +6   |                                   |
| 12   | Jerez C. D.                 | 26   | 30 | 11 | 4 | 15 | 52 | 66 | −14  |                                   |
| 13   | C. D. San Fernando          | 26   | 30 | 12 | 2 | 16 | 45 | 64 | −19  |                                   |
| 14   | Cádiz C. F.                 | 25   | 30 | 12 | 1 | 17 | 42 | 66 | −24  |                                   |
| 15   | A. D. Plus Ultra (D)        | 21   | 30 | 7  | 7 | 16 | 47 | 76 | −29  | Acceso a Promoción de permanencia |
| 16   | C. D. Castellón             | 21   | 30 | 7  | 7 | 16 | 46 | 56 | −10  | Acceso a Promoción de permanencia |

 Fuente: BDFutbol
Criterios de clasificación: Puntos · Diferencia de goles · Goles a favor · Play-off
Notas:
1. ↑  El Atlético de Tetuán se dividió en dos clubes al término de la temporada; por una parte se trasladó a la Liga marroquí de fútbol (bajo el nombre de Mogreb Atlético Tetuán) debido al fin del Protectorado español sobre Marruecos, por otra parte, su lugar en la Segunda División para la próxima temporada fue ocupado por su nuevo sucesor español: el Club Atlético de Ceuta.
2. ↑  La U. D. España Tánger cambió de denominación al término de la temporada, debido al fin del Protectorado español sobre Marruecos, y pasó a denominarse Algeciras C. F. tras su fusión con este último equipo.

#### Resultados
| Local \ Visitante       | ATT | BAD | BET | CAD | CAS | ESP | ESI | EXT | GRA | JAE | JER | MAL | MES | PLU | SFE | TEN |
| ----------------------- | --- | --- | --- | --- | --- | --- | --- | --- | --- | --- | --- | --- | --- | --- | --- | --- |
| Atlético de Tetuán      | —   | 2–1 | 2–1 | 5–1 | 5–1 | 2–1 | 6–3 | 1–1 | 6–0 | 1–4 | 4–2 | 2–2 | 1–0 | 1–1 | 2–0 | 1–0 |
| C. D. Badajoz           | 3–1 | —   | 0–1 | 3–0 | 2–4 | 4–2 | 4–1 | 1–0 | 1–0 | 1–0 | 1–0 | 2–0 | 2–1 | 0–0 | 0–1 | 3–2 |
| Real Betis              | 1–4 | 5–0 | —   | 4–1 | 4–2 | 4–0 | 3–1 | 2–1 | 3–2 | 1–1 | 5–0 | 2–1 | 0–0 | 4–0 | 1–2 | 4–1 |
| Cádiz C. F.             | 2–1 | 2–1 | 2–0 | —   | 2–3 | 0–4 | 0–0 | 1–0 | 2–1 | 1–2 | 5–2 | 3–2 | 0–1 | 6–1 | 4–1 | 2–0 |
| C. D. Castellón         | 1–3 | 0–0 | 1–0 | 4–0 | —   | 4–1 | 1–1 | 1–2 | 1–1 | 0–1 | 3–0 | 0–1 | 0–0 | 2–4 | 4–1 | 0–0 |
| U. D. España            | 1–1 | 1–0 | 3–0 | 3–0 | 1–1 | —   | 1–1 | 3–0 | 4–2 | 3–1 | 2–0 | 1–1 | 3–1 | 3–1 | 2–0 | 1–0 |
| S. D. España Industrial | 1–0 | 2–0 | 1–1 | 4–0 | 3–1 | 1–3 | —   | 4–0 | 2–1 | 2–0 | 4–0 | 1–0 | 4–0 | 3–2 | 3–0 | 1–1 |
| C. F. Extremadura       | 1–4 | 4–1 | 0–0 | 1–2 | 2–1 | 3–1 | 5–3 | —   | 3–1 | 1–3 | 4–3 | 2–0 | 2–0 | 3–0 | 3–1 | 3–0 |
| Granada C. F.           | 4–0 | 4–1 | 2–1 | 2–0 | 2–1 | 2–4 | 1–1 | 2–1 | —   | 3–3 | 4–1 | 2–2 | 4–1 | 5–1 | 3–1 | 1–0 |
| Real Jaén C. F.         | 0–0 | 5–2 | 1–0 | 3–0 | 5–3 | 3–0 | 1–2 | 2–0 | 2–1 | —   | 0–0 | 2–1 | 3–0 | 4–1 | 2–0 | 8–3 |
| Jerez C. D.             | 5–0 | 2–0 | 0–4 | 3–1 | 3–1 | 3–1 | 1–1 | 3–1 | 3–2 | 1–2 | —   | 3–2 | 1–1 | 4–0 | 4–2 | 3–1 |
| C. D. Málaga            | 0–1 | 2–2 | 0–2 | 4–1 | 3–1 | 3–1 | 1–2 | 1–2 | 2–1 | 0–2 | 1–1 | —   | 3–1 | 4–0 | 5–0 | 2–0 |
| C. D. Mestalla          | 3–2 | 3–0 | 4–2 | 0–1 | 2–1 | 2–0 | 3–1 | 1–1 | 2–2 | 2–1 | 6–0 | 2–0 | —   | 1–1 | 2–1 | 1–1 |
| A. D. Plus Ultra        | 5–0 | 2–2 | 0–2 | 5–3 | 2–2 | 0–3 | 1–1 | 0–2 | 1–5 | 2–2 | 2–1 | 1–3 | 4–1 | —   | 3–0 | 4–1 |
| C. D. San Fernando      | 3–1 | 1–0 | 1–3 | 3–0 | 3–1 | 2–2 | 1–0 | 2–1 | 4–2 | 2–0 | 3–2 | 2–2 | 3–4 | 3–1 | —   | 1–4 |
| C. D. Tenerife          | 4–1 | 1–1 | 3–0 | 3–0 | 2–1 | 2–0 | 1–0 | 0–0 | 3–2 | 1–1 | 3–1 | 2–2 | 1–2 | 5–2 | 3–1 | —   |

## Fase de ascenso
En la fase de ascenso jugaron Real Oviedo CF y Real Zaragoza CD del Grupo I; Real Betis y SD España Industrial del Grupo II; y Real Murcia y Deportivo Alavés como equipos de Primera División. Los dos primeros clasificados jugarían en Primera División la siguiente temporada, el resto lo harían en Segunda División.
Al igual que en la temporada 1952/53 el SD España Industrial logró en los terrenos de juego el ascenso a Primera División siendo filial del Barcelona. Pero esta vez la directiva del club barcelonés decidió romper el convenio de filialidad para poder jugar en la máxima categoría con el nombre de CD Condal.

### Clasificación
| Pos. | Equipo                      | Pts. | PJ | G | E | P | GF | GC | Dif. | Clasificación               |
| ---- | --------------------------- | ---- | -- | - | - | - | -- | -- | ---- | --------------------------- |
| 1    | S. D. España Industrial (A) | 15   | 10 | 7 | 1 | 2 | 21 | 15 | +6   | Asciende a Primera División |
| 2    | Real Zaragoza (A)           | 12   | 10 | 5 | 2 | 3 | 18 | 13 | +5   | Asciende a Primera División |
| 3    | Real Oviedo C. F.           | 12   | 10 | 6 | 0 | 4 | 23 | 22 | +1   |                             |
| 4    | Real Murcia C. F. (D)       | 11   | 10 | 5 | 1 | 4 | 21 | 18 | +3   | Descenso a Segunda División |
| 5    | Real Betis                  | 6    | 10 | 2 | 2 | 6 | 21 | 22 | −1   |                             |
| 6    | Deportivo Alavés (D)        | 4    | 10 | 1 | 2 | 7 | 10 | 24 | −14  | Descenso a Segunda División |

 Fuente: Resultados Fútbol
Criterios de clasificación: Puntos · Diferencia de goles · Goles a favor · Play-off
Notas:
1. ↑  La S. D. España Industrial renunció a su condición de filial del C. F. Barcelona para poder disputar la temporada siguiente en Primera División, bajo el nombre de C. D. Condal.

### Resultados
| Local \ Visitante       | ALV | BET | ESI | MUR | OVI | ZAR |
| ----------------------- | --- | --- | --- | --- | --- | --- |
| Deportivo Alavés        | —   | 1–1 | 2–3 | 1–0 | 1–3 | 1–2 |
| Real Betis              | 6–0 | —   | 1–2 | 0–1 | 4–5 | 3–1 |
| S. D. España Industrial | 3–1 | 3–2 | —   | 2–1 | 6–1 | 1–0 |
| Real Murcia C. F.       | 3–2 | 5–1 | 1–1 | —   | 4–1 | 4–3 |
| Real Oviedo C. F.       | 2–0 | 3–2 | 5–0 | 3–0 | —   | 0–1 |
| Real Zaragoza           | 1–1 | 1–1 | 1–0 | 4–2 | 4–0 | —   |

## Promoción de permanencia
En la promoción de permanencia jugaron Club Sestao y CD Logroñés del Grupo I; AD Plus Ultra y CD Castellón del Grupo II; y Algeciras CF, CD Eldense, CD Manresa y CD Orense como equipos de Tercera División.
La promoción se jugó a doble partido a ida y vuelta con los siguientes resultados:
| 13 de mayo de 1956 | CD Orense | 2:1 | Club Sestao | José Antonio, Orense         |  |
|                    |           |     |             | Asistencia: ??? espectadores |  |

| 20 de mayo de 1956 | Club Sestao | 3:0 | CD Orense | Las Llanas, Sestao           |  |
|                    |             |     |           | Asistencia: ??? espectadores |  |

- El Club Sestao permanece en Segunda división.

| 13 de mayo de 1956 | CD Logroñés | 2:0 | CD Manresa | Las Gaunas, Logroño          |  |
|                    |             |     |            | Asistencia: ??? espectadores |  |

| 20 de mayo de 1956 | CD Manresa | 1:0 | CD Logroñés | El Pujolet, Manresa          |  |
|                    |            |     |             | Asistencia: ??? espectadores |  |

- El CD Logroñés permanece en Segunda división.

| 13 de mayo de 1956 | AD Plus Ultra | 3:3 | CD Eldense | Velódromo de Ciudad Lineal, Madrid |  |
|                    |               |     |            | Asistencia: ??? espectadores       |  |

| 20 de mayo de 1956 | CD Eldense | 3:0 | AD Plus Ultra | Campo del Parque, Elda       |  |
|                    |            |     |               | Asistencia: ??? espectadores |  |

- El CD Eldense asciende a Segunda división.
- El AD Plus Ultra desciende a Tercera división.

| 13 de mayo de 1956 | CD Castellón | 1:1 | Algeciras CF | Castalia, Castellón          |  |
|                    |              |     |              | Asistencia: ??? espectadores |  |

| 20 de mayo de 1956 | Algeciras CF | 2:2 | CD Castellón | El Mirador, Algeciras        |  |
|                    |              |     |              | Asistencia: ??? espectadores |  |

| 3 de junio de 1956 | CD Castellón | 2:1 | Algeciras CF | Metropolitano, Madrid        |  |
|                    |              |     |              | Asistencia: ??? espectadores |  |

- El CD Castellón permanece en Segunda división.

## Resumen
Campeones de Segunda División:
| - Club Atlético Osasuna | - Real Jaén Club de Fútbol |

Ascienden a Primera División:
| - Club Atlético Osasuna | - Real Jaén Club de Fútbol | - Sección Deportiva España Industrial | - Real Zaragoza Club Deportivo |

Desciende a Tercera División: 
| - Agrupación Deportiva Plus Ultra |